# Nikolái Politkovski
Nikolái Románovich Politkovski (1777-1831), en ruso Николай Романович Политковский, fue vicegobernador de Chernigov (Ucrania) y traductor.
Tradujo por primera vez a la lengua rusa la famosa obra de economía clásica La riqueza de las naciones, del filósofo escocés Adam Smith. Su traducción se publicó entre 1802 y 1806 y fue dedicada a su ministro de finanzas, Dimitri Aleksandrovich Gurev.
- Datos: Q4370158